# Nón lá

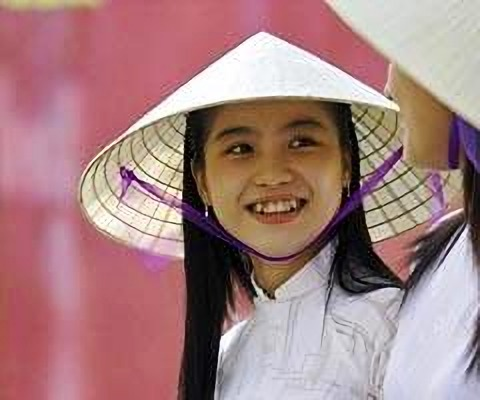
Een jong meisje met een nón lá.

Nón lá, ook wel nón tơi genoemd, (Nederlands: strooien hoed) is een conische traditionele hoed uit Zuidoost- en Oost-Azië. Met name in Cambodja, Vietnam, China en Japan.
Een nón lá is kegelvormig. Hij wordt meestal op het hoofd gehouden door een zijden koord onder de kin.
Een nón lá wordt veel gedragen op de sawa's als bescherming tegen de zon. Voor extra koeling kan de hoed ook natgemaakt worden.
De nón lá wordt vaak met Azië en met China geassocieerd, temeer daar deze op vliegvelden en in souvenirwinkels aan toeristen wordt verkocht. Dit type hoed wordt echter slechts in het zuiden van China gedragen en in de andere delen van China vrijwel niet.